# Bernd Storck
Bernd Storck (Herne, 1963. január 25. –) német labdarúgó, edző. 2015 júliusa és 2017 októbere között a magyar labdarúgó-válogatott szövetségi kapitánya.

## Játékos-pályafutása
Storck játékosként a nyugatnémet bajnokságban a VfL Bochum színeiben mutatkozott be. 1983-ban szerződtette a Borussia Dortmund, ahol hat évet játszott. Legnagyobb sikere az 1988-1989-es nyugatnémet kupa megnyerése volt a csapattal. 174 Bundesliga mérkőzést játszott pályafutása során, és 9 gólt szerzett.

## Edzői pályafutása
Miután befejezte játékos pályafutását, és elvégezte az edzői tanfolyamot asszisztensként dolgozott  a Borussia Dortmund, a Hertha BSC, a VfB Stuttgart, a VfL Wolfsburg és a szerb Partizan csapatainál is. 2008-ban szerződtette a kazah Alma-Ata, majd ő lett a U21-es, később a felnőtt válogatott szövetségi kapitánya. 2010. október 16-án menesztették, miután a kazah válogatott nagyon gyengén szerepelt a 2012-es labdarúgó-Európa-bajnokság selejtezőin.
2015-ben nevezték ki magyar U20-as válogatottja élére, így az ő vezetésével szerepelt a csapat a 2015-ös új-zélandi U20-as labdarúgó-világbajnokságon, ahol a csoportból való továbbjutás után a legjobb 16 között búcsúztak a későbbi győztes Szerbia ellen.
2015. július 20-án ő lett Dárdai Pál utódja a felnőtt csapat élén. A selejtezők után, a pótselejtezőn sikerült felülmúlni a norvég válogatottat, így a magyar válogatottal 44 év után kvalifikálta magát az Európa-bajnokságra. Ott veretlenül, csoportelsőként jutott a válogatott a következő körbe, a nyolcaddöntőben azonban a belga válogatott erősebbnek bizonyult (0–4). A 2018-as világbajnoki selejtező sorozatot is Storck vezetésével kezdte meg a magyar válogatott.
2017. június 15-én, miután a magyar válogatott történelmi vereséget szenvedett Andorrától, az MLSZ a mérkőzésről és a kialakul helyzetről is meghallgatta Storckot, majd ezt követően úgy döntött, hogy megerősíti posztján a német edzőt.
A világbajnoki selejtezőket a csoport 3. helyén zárta a magyar csapat, így nem jutott ki a tornára. A Feröer elleni, október 10-ei 1-0-ra megnyert találkozót követő napokban felmerült a német edző távozása, majd a Magyar Labdarúgó-szövetség elnöksége elfogadta Storck lemondását és október 17-én felmentette a szövetségi kapitányi és a sportigazgatói pozíciójából is. 2018-ban az Eb-n elért sikere miatt a Magyar Érdemrend középkeresztjével tüntették ki.
2018 szeptemberében a belga élvonalban szereplő Mouscron vezetőedzője lett. Ekkor a belga csapat hat forduló után pont nélkül állt a bajnoki tabellán. A szezon végén sikeresen benntartotta az első osztályban a csapatot, majd bejelentette, hogy nem újítja meg szerződését. 2019 májusában a Club Brugge lehetséges edzőjelöltjeként is felmerült a neve. 2019..október 10-én végül hivatalosan is a Cercle Brugge edzője lett. 2020 márciusának elején, az alapszakasz végére biztossá vált, hogy az érkezésekor a bennmaradástól kilencpontos hátrányba lévő csapat a következő szezont is az élvonalban kezdheti, miután a csapat Storck irányításával ledolgozta hátrányát a rivális Waasland-Beverennel szemben.2020 májusában a szlovák élvonalban szereplő Dunaszerdahelyi AC bejelentette, hogy a következő szezontól Storck irányítja a csapatot.
Összesen 40 tétmérkőzésen, közte három Európa-liga-selejtezőn irányította a felvidéki csapatot, ám miután a 2020-2021-es bajnokság hajrájában az együttes hátránya 10 pontos volt a listavezető Slovannal szemben, és kiesett a Szlovák Kupából, a vezetőség 2021. április 21-én közös megegyezéssel felbontotta a német szakember szerződését.
2023. november 30-tól hivatalosan is a Sepsi OSK vezetőedzője lett. A sepsiszentgyörgyi csapat a román élvonal 2023–2024-es idényét az 5. helyen zárta. Storck összesen 32 tétmérkőzésen irányította a csapatot. 2024 szeptemberében közös megegyezéssel távozott a klubtól.
2025. február 20-án újból kinevezték a  KV Kortrijk élére. 2025 május közepén két mérkőzésre szóló megbízatást kapott Cercle Brugge-től. Bár első osztályban tartotta a csapatot, 2025 nyarán felbontották a szerződését.

## Pályafutása statisztikái

### Klubcsapatokban
| Klub              | Szezon         | Bajnokság      | Bajnokság | Bajnokság | Kupa  | Kupa  | Európa | Európa | Összesen | Összesen |
| Klub              | Szezon         | Liga           | Mérk.     | Gólok     | Mérk. | Gólok | Mérk.  | Gólok  | Mérk.    | Gólok    |
| ----------------- | -------------- | -------------- | --------- | --------- | ----- | ----- | ------ | ------ | -------- | -------- |
| VfL Bochum        | 1981–82        | Bundesliga     | 3         | 0         | —     | —     | —      | —      | 3        | 0        |
| VfL Bochum        | 1982–83        | Bundesliga     | 21        | 1         | 5     | 1     | —      | —      | 26       | 2        |
| Borussia Dortmund | 1983–84        | Bundesliga     | 25        | 1         | —     | —     | —      | —      | 25       | 1        |
| Borussia Dortmund | 1984–85        | Bundesliga     | 32        | 1         | 3     | 0     | —      | —      | 35       | 1        |
| Borussia Dortmund | 1985–86        | Bundesliga     | 34        | 2         | 4     | 0     | —      | —      | 38       | 2        |
| Borussia Dortmund | 1986–87        | Bundesliga     | 24        | 1         | 2     | 0     | —      | —      | 26       | 1        |
| Borussia Dortmund | 1987–88        | Bundesliga     | 14        | 3         | 2     | 0     | 2      | 0      | 18       | 3        |
| Borussia Dortmund | 1988–89        | Bundesliga     | 21        | 0         | 5     | 2     | —      | —      | 26       | 2        |
| VfL Gevelsberg    | 1993–94        | 3. Liga        | 3         | 0         | —     | —     | —      | —      | 3        | 0        |
| Teljes karrier    | Teljes karrier | Teljes karrier | 177       | 9         | 21    | 3     | 2      | 0      | 200      | 12       |

1. ↑  Magában foglalja a német kupában való pályára lépéseit.
2. ↑  Magában foglalja a UEFA-kupában való pályára lépéseit.

### A válogatottban
| NSZK U21 | NSZK U21 | NSZK U21 |
| Év       | Mérk.    | Gólok    |
| -------- | -------- | -------- |
| 1983     | 3        | 0        |
| Összesen | 3        | 0        |

## Edzői statisztika
Utolsó elszámolt mérkőzés dátuma: 2025. május 23.
| Csapat           | –tól                 | –ig                  | Statisztika | Statisztika | Statisztika | Statisztika | Statisztika | Statisztika | Statisztika | Statisztika |
| Csapat           | –tól                 | –ig                  | M           | GY          | D           | V           | RG          | KG          | GK          | GY %        |
| ---------------- | -------------------- | -------------------- | ----------- | ----------- | ----------- | ----------- | ----------- | ----------- | ----------- | ----------- |
| Alma-Ata         | 2008. július 1.      | 2008. november 16.   | 18          | 8           | 6           | 4           | 30          | 25          | +5          | 44.44%      |
| Kazahsztán U21   | 2008. július 1.      | 2008. szeptember 15. | 2           | 1           | 0           | 1           | 4           | 2           | +2          | 50%         |
| Kazahsztán       | 2008. szeptember 16. | 2010. december 31.   | 14          | 3           | 0           | 11          | 12          | 35          | –23         | 21.43%      |
| Magyarország U20 | 2015. április 1.     | 2015. június 10.     | 5           | 2           | 0           | 3           | 14          | 7           | +7          | 40%         |
| Magyarország     | 2015. július 20.     | 2017. október 17.    | 25          | 8           | 7           | 10          | 30          | 37          | –7          | 32%         |
| Excel Mouscron   | 2018. szeptember 2.  | 2019. június 30.     | 36          | 14          | 10          | 12          | 60          | 53          | +7          | 38.89%      |
| Cercle Brugge    | 2019. október 12.    | 2020. május 31.      | 19          | 6           | 2           | 11          | 19          | 27          | –8          | 31.58%      |
| DAC 1904         | 2020. június 1.      | 2021. április 21.    | 40          | 23          | 8           | 9           | 90          | 57          | +33         | 57.5%       |
| Genk             | 2021. december 7.    | 2022. június 30.     | 24          | 12          | 4           | 8           | 45          | 27          | +18         | 50%         |
| Eupen            | 2022. július 1.      | 2022. október 22.    | 14          | 4           | 0           | 10          | 15          | 29          | –14         | 28.57%      |
| Kortrijk         | 2022. november 22.   | 2023. június 30.     | 19          | 6           | 4           | 9           | 26          | 30          | –4          | 31.58%      |
| Sepsi OSK        | 2023. november 30.   | 2024. szeptember 5.  | 32          | 12          | 8           | 12          | 50          | 45          | +5          | 37.5%       |
| Kortrijk         | 2025. február 20.    | 2025. május 12.      | 10          | 5           | 3           | 2           | 19          | 14          | +5          | 50%         |
| Cercle Brugge    | 2025. május 12.      | 2025. június 30.     | 2           | 2           | 0           | 0           | 8           | 2           | +6          | 100%        |
| Összesítve       | Összesítve           | Összesítve           | 260         | 106         | 52          | 102         | 418         | 385         | +33         | 40.77%      |

### Magyar szövetségi kapitányként
| Mérkőzés                   | Összesen | Győzelem | Döntetlen | Vereség | Százalék |
| -------------------------- | -------- | -------- | --------- | ------- | -------- |
| Összes mérkőzés            | 25       | 8        | 7         | 10      | 41,3%    |
| Tétmérkőzés                | 20       | 8        | 5         | 7       | 48,3%    |
| — 2016-os Eb-selejtező     | 6        | 3        | 2         | 1       | 61,1%    |
| — 2016-os Európa-bajnokság | 4        | 1        | 2         | 1       | 41,7%    |
| — 2018-as vb-selejtező     | 10       | 4        | 1         | 5       | 43,3%    |
| Barátságos mérkőzés        | 5        | 0        | 2         | 3       | 13,3%    |
| Hazai pályán               | 12       | 5        | 3         | 4       | 50,0%    |
| Idegenben                  | 9        | 2        | 2         | 5       | 29,6%    |
| Semleges pályán            | 4        | 1        | 2         | 1       | 41,7%    |

### Mérkőzései magyar szövetségi kapitányként
| Magyarország | Magyarország        | Magyarország                              | Magyarország   | Magyarország | Magyarország     | Magyarország    | Magyarország | Magyarország |
| #            | Dátum               | Helyszín                                  | Hazai          | Eredmény     | Vendég           | Kiírás          | Gólok        | Esemény      |
| ------------ | ------------------- | ----------------------------------------- | -------------- | ------------ | ---------------- | --------------- | ------------ | ------------ |
| 1.           | 2015. szeptember 4. | Budapest, Groupama Aréna                  | Magyarország   | 0 – 0        | Románia          | Eb-selejtező    | -            |              |
| 2.           | 2015. szeptember 7. | Belfast, Windsor Park                     | Észak-Írország | 1 – 1        | Magyarország     | Eb-selejtező    | -            |              |
| 3.           | 2015. október 8.    | Budapest, Groupama Aréna                  | Magyarország   | 2 – 1        | Feröer           | Eb-selejtező    | -            |              |
| 4.           | 2015. október 11.   | Pireusz, Karaiszkákisz Stadion            | Görögország    | 4 – 3        | Magyarország     | Eb-selejtező    | -            |              |
| 5.           | 2015. november 12.  | Oslo, Ullevaal Stadion                    | Norvégia       | 0 – 1        | Magyarország     | Eb-selejtező    | -            |              |
| 6.           | 2015. november 15.  | Budapest, Groupama Aréna                  | Magyarország   | 2 – 1        | Norvégia         | Eb-selejtező    | -            |              |
| 7.           | 2016. március 26.   | Budapest, Groupama Aréna                  | Magyarország   | 1 – 1        | Horvátország     | barátságos      | -            |              |
| 8.           | 2016. május 20.     | Budapest, Groupama Aréna                  | Magyarország   | 0 – 0        | Elefántcsontpart | barátságos      | -            |              |
| 9.           | 2016. június 4.     | Gelsenkirchen, Veltins-Arena              | Németország    | 2 – 0        | Magyarország     | barátságos      | -            |              |
| 10.          | 2016. június 14.    | Bordeaux, Stade Bordeaux-Atlantique (FRA) | Ausztria       | 0 – 2        | Magyarország     | Eb-csoportkör   | -            |              |
| 11.          | 2016. június 18.    | Marseille, Stade Vélodrome (FRA)          | Izland         | 1 – 1        | Magyarország     | Eb-csoportkör   | -            |              |
| 12.          | 2016. június 22.    | Lyon, Stade des Lumières (FRA)            | Magyarország   | 3 – 3        | Portugália       | Eb-csoportkör   | -            |              |
| 13.          | 2016. június 26.    | Toulouse, Stadium de Toulouse (FRA)       | Magyarország   | 0 – 4        | Belgium          | Eb-nyolcaddöntő | -            |              |
| 14.          | 2016. szeptember 6. | Tórshavn, Tórsvøllur Stadion              | Feröer         | 0 – 0        | Magyarország     | vb-selejtező    | -            |              |
| 15.          | 2016. október 7.    | Budapest, Groupama Aréna                  | Magyarország   | 2 – 3        | Svájc            | vb-selejtező    | -            |              |
| 16.          | 2016. október 10.   | Riga, Skonto stadion                      | Lettország     | 0 – 2        | Magyarország     | vb-selejtező    | -            |              |
| 17.          | 2016. november 13.  | Budapest, Groupama Aréna                  | Magyarország   | 4 – 0        | Andorra          | vb-selejtező    | -            |              |
| 18.          | 2016. november 15.  | Budapest, Groupama Aréna                  | Magyarország   | 0 – 2        | Svédország       | barátságos      | -            |              |
| 19.          | 2017. március 25.   | Lisszabon, Estádio da Luz                 | Portugália     | 3 – 0        | Magyarország     | vb-selejtező    | -            |              |
| 20.          | 2017. június 5.     | Budapest, Groupama Aréna                  | Magyarország   | 0 – 3        | Oroszország      | barátságos      | -            |              |
| 21.          | 2017. június 9.     | Andorra la Vella, Estadi Nacional         | Andorra        | 1 – 0        | Magyarország     | vb-selejtező    | -            |              |
| 22.          | 2017. augusztus 31. | Budapest, Groupama Aréna                  | Magyarország   | 3 – 1        | Lettország       | vb-selejtező    | -            |              |
| 23.          | 2017. szeptember 3. | Budapest, Groupama Aréna                  | Magyarország   | 0 – 1        | Portugália       | vb-selejtező    | -            |              |
| 24.          | 2017. október 7.    | Bázel, St. Jakob-Park                     | Svájc          | 5 – 2        | Magyarország     | vb-selejtező    | -            |              |
| 25.          | 2017. október 10.   | Budapest, Groupama Aréna                  | Magyarország   | 1 – 0        | Feröer           | vb-selejtező    | -            |              |
|              | Összesen            |                                           |                | -            | mérkőzés         |                 | -            | gól          |

## Sikerei, díjai

### Játékosként
Borussia Dortmund
- Nyugatnémet kupa-győztes: 1988–89

### Edzőként
Alma-Ata
- Kazak labdarúgókupa-döntős: 2008

 Magyarország U20
- vb-nyolcaddöntő: 2015

 Magyarország
- Eb-nyolcaddöntő: 2016